# 7592 Takinemachi
7592 Takinemachi è un asteroide della fascia principale. Scoperto nel 1992, presenta un'orbita caratterizzata da un semiasse maggiore pari a 2,6788864 au e da un'eccentricità di 0,1128497, inclinata di 14,02030° rispetto all'eclittica.
L'asteroide è dedicato all'omonima città giapponese che nel 2005 è diventata parte di Tamura.